# Gabriel Paletta
Gabriel Alejandro Paletta, född 15 februari 1986 i Longchamps, Buenos Aires, är en italiensk-argentinsk före detta fotbollsspelare (försvarare). Han spelade under sin karriär bland annat i Liverpool, Boca Juniors och Parma.